# Dobrovodica
Dobrovodica (cyr. Доброводица) – wieś w Serbii, w okręgu szumadijskim, w gminie Batočina. W 2011 roku liczyła 381 mieszkańców.